# МʼПика, Франсуаза
Франсуаза МʼПика (фр. Françoise M'Pika; род. 21 мая 1956) — конголезская легкоатлетка, выступавшая в беге на короткие дистанции. Участница летних Олимпийских игр 1984 года.

## Биография
Франсуаза МʼПика родилась 21 мая 1956 года.
В 1984 году вошла в состав сборной Республики Конго на летних Олимпийских играх в Лос-Анджелесе. В беге на 100 метров в забеге 1/8 финала заняла 4-е место с результатом 12,54 секунды, в четвертьфинале — последнее, 8-е (12,60), уступив 0,78 секунды попавшей в полуфинал с 4-го места Сесиль Нгамби из Камеруна. В беге на 200 метров заняла в забеге 1/8 финала 6-е место с результатом 25,05, в четвертьфинале — последнее, 7-е место (24,97), проиграв 2 секунды попавшей в полуфинал с 4-го места Полин Дэвис с Багамских Островов.

## Личные рекорды
- Бег на 100 метров — 11,7 (1984)[3]
- Бег на 200 метров — 24,97 (8 августа 1984, Лос-Анджелес)[3]